# Meeks spechtpapegaai
De Meeks spechtpapegaai (Micropsitta meeki) is een vogel uit de familie
Psittaculidae (papegaaien van de Oude Wereld). Deze vogel is genoemd naar de Engelse natuuronderzoeker Albert Stewart Meek.

## Verspreiding en leefgebied
Deze soort is endemisch op de Bismarck-archipel, een groep eilanden ten noordoosten van en behorend tot Papoea-Nieuw-Guinea. De soort telt twee ondersoorten:
- M. m. meeki: Admiraliteitseilanden.
- M. m. proxima: Sint-Matthias-eilanden.